# Comus (Aude)
Pour les articles homonymes, voir Comus.
Ne doit pas être confondu avec Cornus.
Comus  (en catalan ou occitan Comuns) est une commune française située dans le Sud-Ouest du département de l’Aude en région Occitanie.
Sur le plan historique et culturel, la commune fait partie du Pays de Sault, un plateau situé entre 990 et 1310 mètres d'altitude fortement boisé. Exposée à un climat de montagne, elle est drainée par l'Hers-Vif et par deux autres cours d'eau. La commune possède un patrimoine naturel remarquable : deux sites Natura 2000 (les « gorges de la Frau et Bélesta » et « Garonne, Ariège, Hers, Salat, Pique et Neste »), un espace protégé (les « gorges de la Frau ») et six zones naturelles d'intérêt écologique, faunistique et floristique.
Comus est une commune rurale qui compte 33 habitants en 2022, après avoir connu un pic de population de 643 habitants en 1831. Ses habitants sont appelés les Comusiens ou  Comusiennes.

## Géographie

### Localisation
Ce petit village des Pyrénées à 1 240 mètres d'altitude se situe au nord-ouest du pays de Sault, au bord de l'Hers-Vif, à l'entrée des gorges de la Frau. Il est limitrophe du département de l'Ariège.

### Communes limitrophes
|                    | Fougax-et-Barrineuf (Ariège) |          |
| Montségur (Ariège) | Comus                        | Belcaire |
| Prades (Ariège)    | Montaillou (Ariège)          | Camurac  |

### Géologie et relief
Comus se situe en zone de sismicité 3 (sismicité modérée).

### Hydrographie
La commune est dans le bassin de la Garonne, au sein du bassin hydrographique Adour-Garonne. Elle est drainée par l'Hers-Vif et le ruisseau de la Coume du Moulin et par un petit cours d'eau, qui constituent un réseau hydrographique de 3 km de longueur totale,.
L'Hers-Vif, d'une longueur totale de 134,9 km, prend sa source dans la commune de Prades et s'écoule du sud vers le nord. Il traverse la commune et se jette dans l'Ariège à Cintegabelle, après avoir traversé 41 communes.

### Climat
Pour des articles plus généraux, voir Climat de l'Occitanie et Climat de l'Aude.
En 2010, le climat de la commune est de type climat des marges montargnardes, selon une étude s'appuyant sur une série de données couvrant la période 1971-2000. En 2020, Météo-France publie une typologie des climats de la France métropolitaine dans laquelle la commune est exposée à un climat de montagne ou de marges de montagne et est dans la région climatique Pyrénées centrales, caractérisée par une pluviométrie annuelle de 1 000 à 1 200 mm.
Pour la période 1971-2000, la température annuelle moyenne est de 8,3 °C, avec une amplitude thermique annuelle de 15,1 °C. Le cumul annuel moyen de précipitations est de 965 mm, avec 9,9 jours de précipitations en janvier et 7 jours en juillet. Pour la période 1991-2020, la température moyenne annuelle observée sur la station météorologique la plus proche, située sur la commune de Belcaire à 6 km à vol d'oiseau, est de 9,8 °C et le cumul annuel moyen de précipitations est de 1 032,4 mm,. Pour l'avenir, les paramètres climatiques de la commune estimés pour 2050 selon différents scénarios d'émission de gaz à effet de serre sont consultables sur un site dédié publié par Météo-France en novembre 2022.

### Milieux naturels et biodiversité

#### Espaces protégés
La protection réglementaire est le mode d’intervention le plus fort pour préserver des espaces naturels remarquables et leur biodiversité associée,.
Un  espace protégé est présent sur la commune : les « gorges de la Frau », une réserve biologique intégrale, d'une superficie de 256,5 ha.

#### Réseau Natura 2000

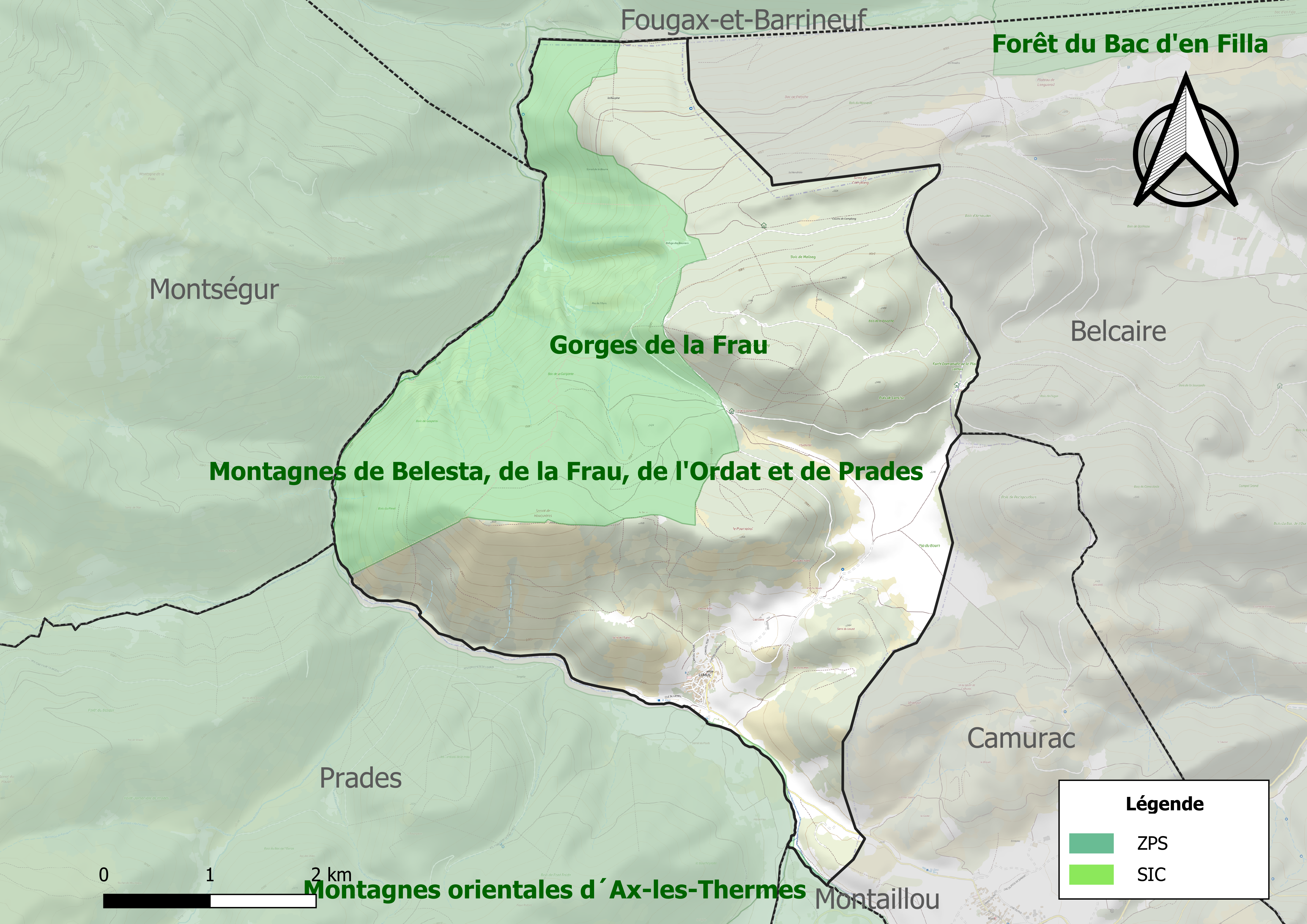
Site Natura 2000 sur le territoire communal.

Le réseau Natura 2000 est un réseau écologique européen de sites naturels d'intérêt écologique élaboré à partir des directives habitats et oiseaux, constitué de zones spéciales de conservation (ZSC) et de zones de protection spéciale (ZPS). Un site Natura 2000 a été défini sur la commune au titre de la directive habitats :
- « Garonne, Ariège, Hers, Salat, Pique et Neste », d'une superficie de 9 581 ha, un réseau hydrographique pour les poissons migrateurs, avec des zones de frayères actives et potentielles importantes pour le Saumon en particulier qui fait l'objet d'alevinages réguliers et dont des adultes atteignent déjà Foix sur l'Ariège[17]

et un au titre de la directive oiseaux : 
- les « gorges de la Frau et Bélesta », d'une superficie de 12 360 ha, hébergent une avifaune de montagne bien représentée sur ce site avec quatorze espèces de l'annexe I qui s'y reproduisent, parmi lesquelles six espèces de rapaces diurnes et deux espèces de rapaces nocturnes[18].

#### Zones naturelles d'intérêt écologique, faunistique et floristique
L’inventaire des zones naturelles d'intérêt écologique, faunistique et floristique (ZNIEFF) a pour objectif de réaliser une couverture des zones les plus intéressantes sur le plan écologique, essentiellement dans la perspective d’améliorer la connaissance du patrimoine naturel national et de fournir aux différents décideurs un outil d’aide à la prise en compte de l’environnement dans l’aménagement du territoire. Trois ZNIEFF de type 1 sont recensées sur la commune :
- les « gorges de la Frau » (491 ha), couvrant 2 communes dont 1 dans l'Ariège et 1 dans l'Aude[20] ;
- les « montagnes de Belesta, de la Frau, de l'Ordat et de Prades » (14 015 ha), couvrant 16 communes dont 14 dans l'Ariège et 2 dans l'Aude[21] ;
- les « montagnes orientales d´Ax-les-Thermes » (9 524 ha), couvrant 20 communes dont 16 dans l'Ariège et 4 dans l'Aude[22] ;

et trois ZNIEFF de type 2, : 
- le « bassin versant de l'Oriège et montagnes orientales d'Ax-les-Thermes » (18 551 ha), couvrant 25 communes dont 18 dans l'Ariège, 4 dans l'Aude et 3 dans les Pyrénées-Orientales[23] ;
- le « grand plateau de Sault » (17 962 ha), couvrant 21 communes dont 3 dans l'Ariège et 18 dans l'Aude[24] ;
- les « montagnes d'Olmes » (31 925 ha), couvrant 33 communes dont 31 dans l'Ariège et 2 dans l'Aude[25].

Carte des ZNIEFF de type 1 et 2 à Comus.
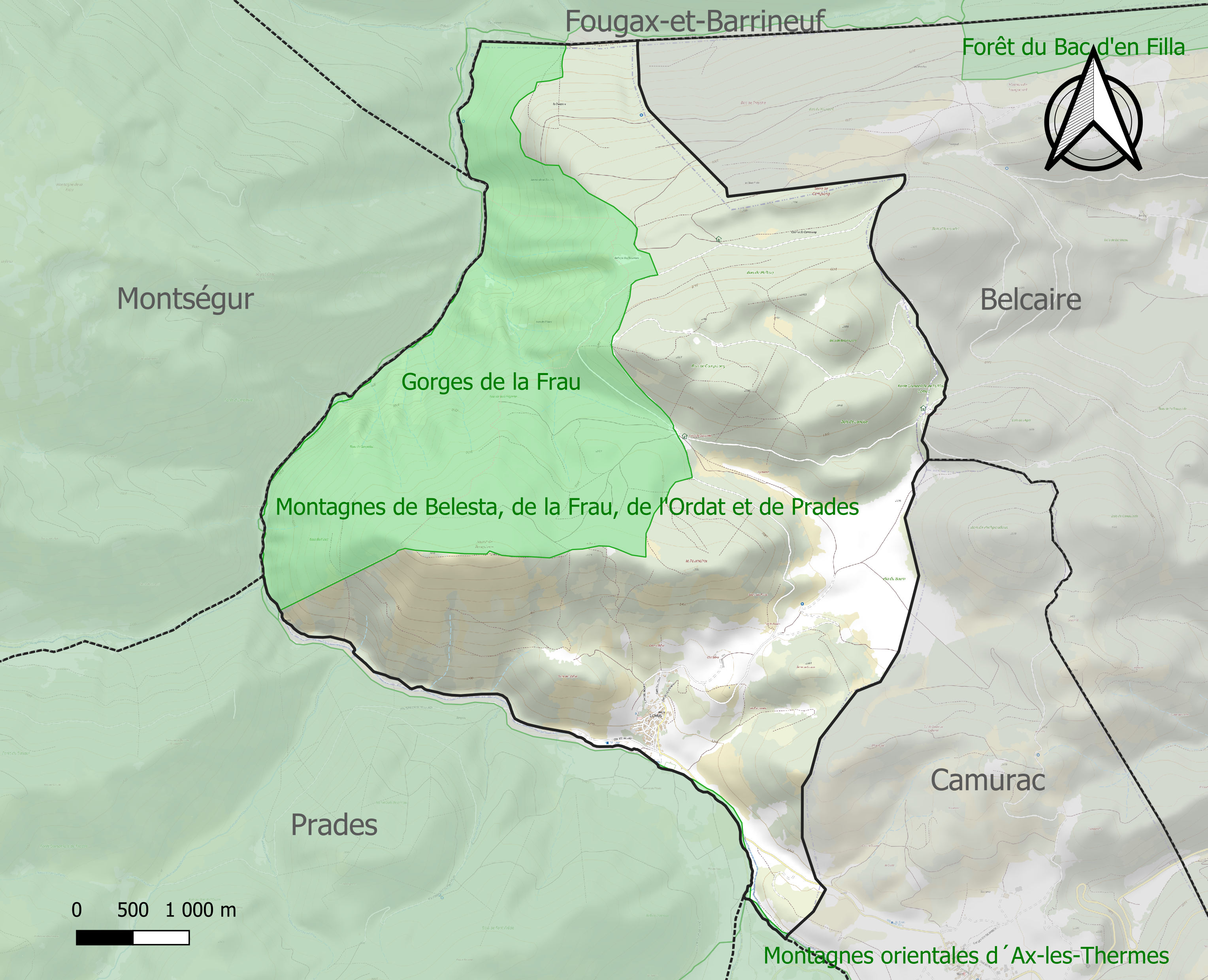
Carte des ZNIEFF de type 1 sur la commune.
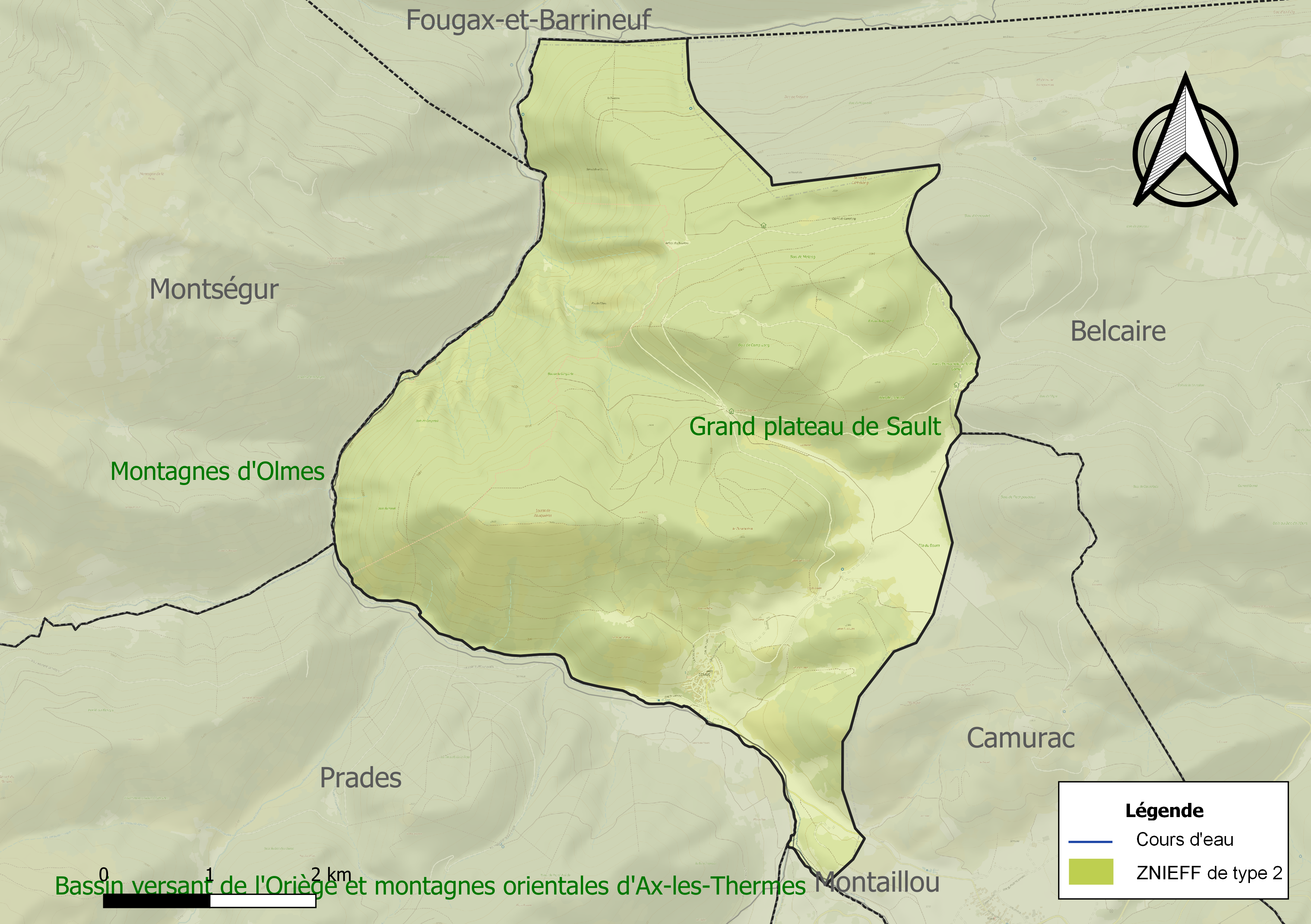
Carte des ZNIEFF de type 2 sur la commune.

## Urbanisme

### Typologie
Au 1er janvier 2024, Comus est catégorisée commune rurale à habitat très dispersé, selon la nouvelle grille communale de densité à 7 niveaux définie par l'Insee en 2022.
Elle est située hors unité urbaine et hors attraction des villes,.

### Occupation des sols
L'occupation des sols de la commune, telle qu'elle ressort de la base de données européenne d’occupation biophysique des sols Corine Land Cover (CLC), est marquée par l'importance des forêts et milieux semi-naturels (96,3 % en 2018), une proportion identique à celle de 1990 (96,3 %). La répartition détaillée en 2018 est la suivante : 
forêts (67,8 %), milieux à végétation arbustive et/ou herbacée (28,5 %), zones agricoles hétérogènes (2,4 %), prairies (1,3 %). L'évolution de l’occupation des sols de la commune et de ses infrastructures peut être observée sur les différentes représentations cartographiques du territoire : la carte de Cassini (XVIIIe siècle), la carte d'état-major (1820-1866) et les cartes ou photos aériennes de l'IGN pour la période actuelle (1950 à aujourd'hui).

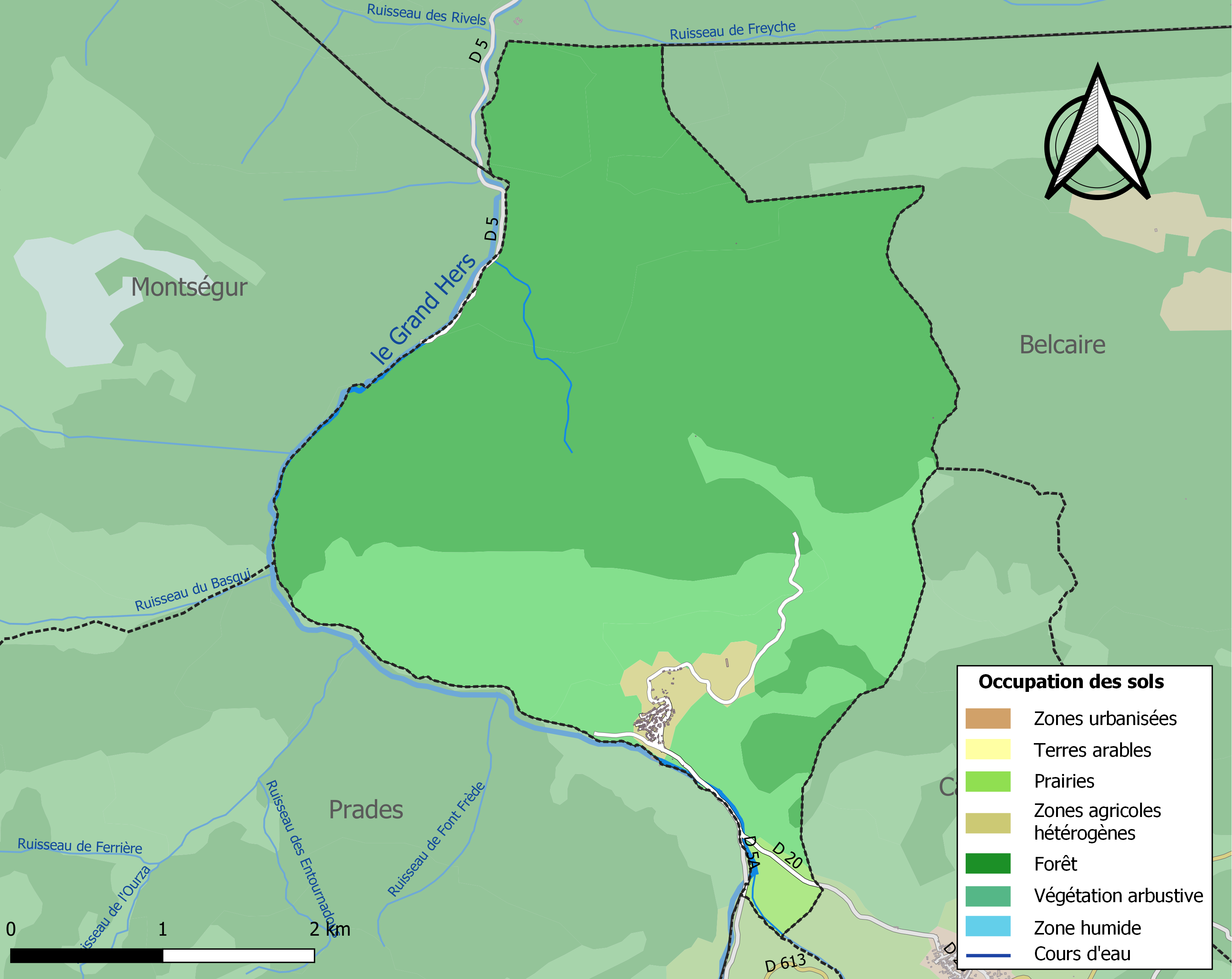
Carte des infrastructures et de l'occupation des sols de la commune en 2018 (CLC).

### Risques majeurs
Le territoire de la commune de Comus est vulnérable à différents aléas naturels : météorologiques (tempête, orage, neige, grand froid, canicule ou sécheresse) et séisme (sismicité modérée). Un site publié par le BRGM permet d'évaluer simplement et rapidement les risques d'un bien localisé soit par son adresse soit par le numéro de sa parcelle.

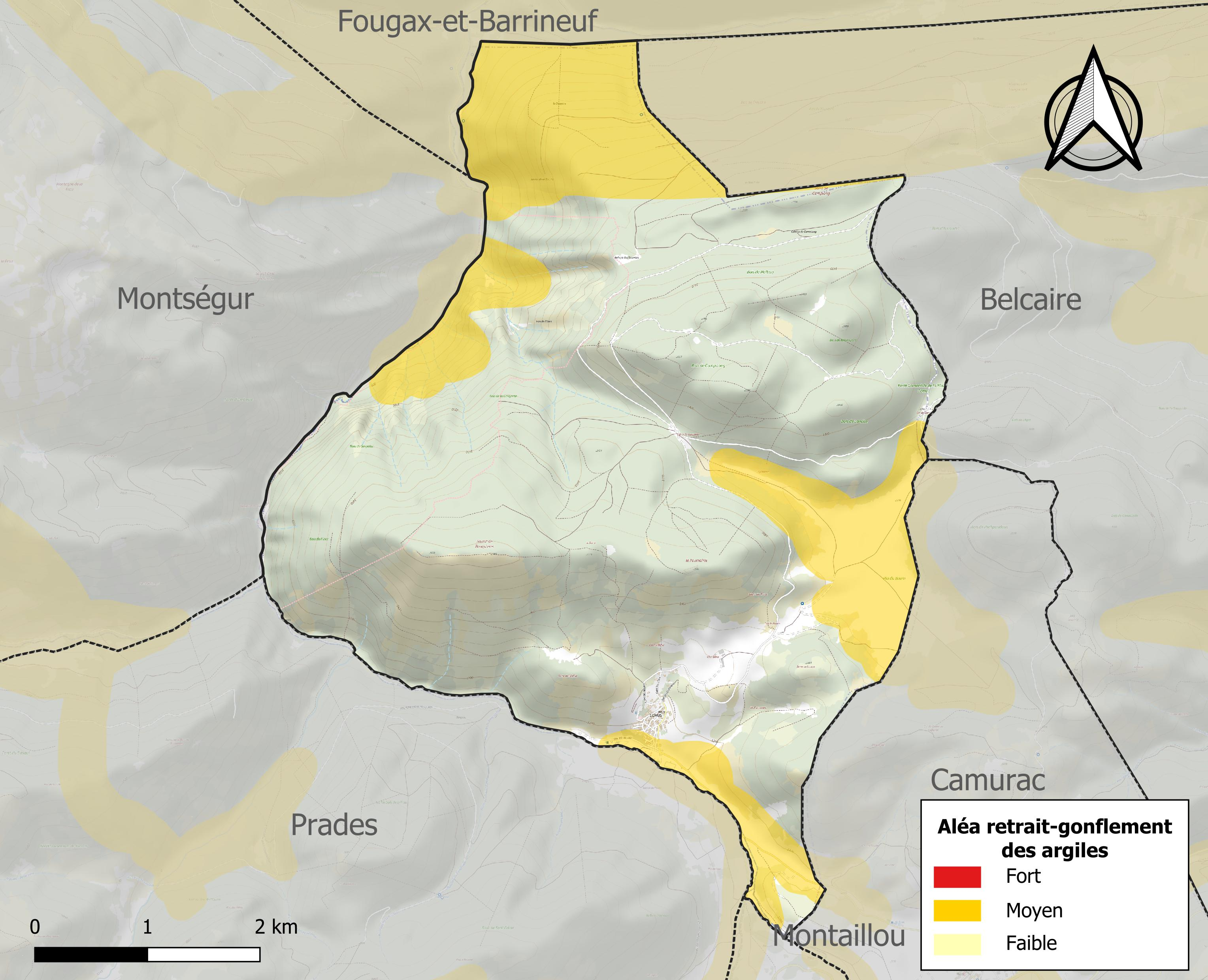
Carte des zones d'aléa retrait-gonflement des sols argileux de Comus.

Le retrait-gonflement des sols argileux est susceptible d'engendrer des dommages importants aux bâtiments en cas d’alternance de périodes de sécheresse et de pluie. 22,8 % de la superficie communale est en aléa moyen ou fort (75,2 % au niveau départemental et 48,5 % au niveau national). Sur les 159 bâtiments dénombrés sur la commune en 2019, 37 sont en aléa moyen ou fort, soit 23 %, à comparer aux 94 % au niveau départemental et 54 % au niveau national. Une cartographie de l'exposition du territoire national au retrait gonflement des sols argileux est disponible sur le site du BRGM,.

## Politique et administration

### Découpage territorial
La commune de Comus est membre de la communauté de communes des Pyrénées audoises , un établissement public de coopération intercommunale (EPCI) à fiscalité propre créé le 30 mai 2013 dont le siège est à Quillan. Ce dernier est par ailleurs membre d'autres groupements intercommunaux.
Sur le plan administratif, elle est rattachée à l'arrondissement de Limoux, au département de l'Aude, en tant que circonscription administrative de l'État, et à la région Occitanie.
Sur le plan électoral, elle dépend du canton de la Haute-Vallée de l'Aude pour l'élection des conseillers départementaux, depuis le redécoupage cantonal de 2014 entré en vigueur en 2015, et de la troisième circonscription de l'Aude  pour les élections législatives, depuis le redécoupage électoral de 1986.

### Liste des maires
| Période                                  | Période             | Identité           | Étiquette | Qualité |
| ---------------------------------------- | ------------------- | ------------------ | --------- | ------- |
| mars 2008                                | En cours            | Jean-Claude Pelofi |           |         |
| novembre 1995                            | 2008                | Joseph Pelofi      |           |         |
| mars 1995                                | décédé octobre 1995 | Louis Vergé        |           |         |
| Les données manquantes sont à compléter. |                     |                    |           |         |

## Démographie
| 1793 | 1800 | 1806 | 1821 | 1831 | 1836 | 1841 | 1846 | 1851 |
| ---- | ---- | ---- | ---- | ---- | ---- | ---- | ---- | ---- |
| 479  | 418  | 536  | 476  | 643  | 617  | 554  | 600  | 600  |

| 1856 | 1861 | 1866 | 1872 | 1876 | 1881 | 1886 | 1891 | 1896 |
| ---- | ---- | ---- | ---- | ---- | ---- | ---- | ---- | ---- |
| 521  | 549  | 533  | 525  | 534  | 527  | 524  | 517  | 519  |

| 1901 | 1906 | 1911 | 1921 | 1926 | 1931 | 1936 | 1946 | 1954 |
| ---- | ---- | ---- | ---- | ---- | ---- | ---- | ---- | ---- |
| 479  | 447  | 418  | 343  | 320  | 278  | 241  | 222  | 185  |

| 1962 | 1968 | 1975 | 1982 | 1990 | 1999 | 2005 | 2006 | 2010 |
| ---- | ---- | ---- | ---- | ---- | ---- | ---- | ---- | ---- |
| 157  | 127  | 96   | 67   | 46   | 39   | 44   | 44   | 31   |

| 2015 | 2020 | 2022 | - | - | - | - | - | - |
| ---- | ---- | ---- | - | - | - | - | - | - |
| 43   | 32   | 33   | - | - | - | - | - | - |

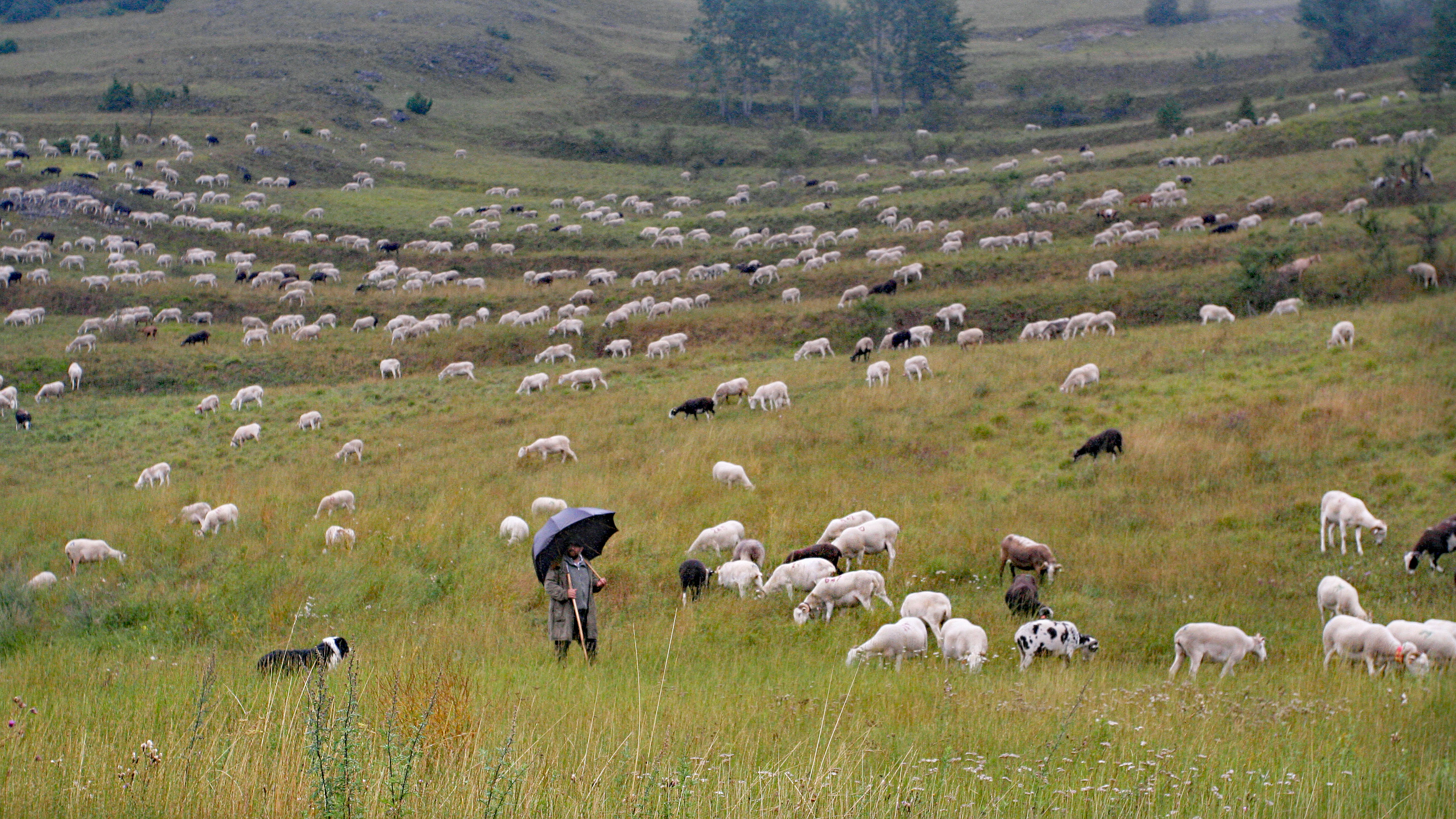
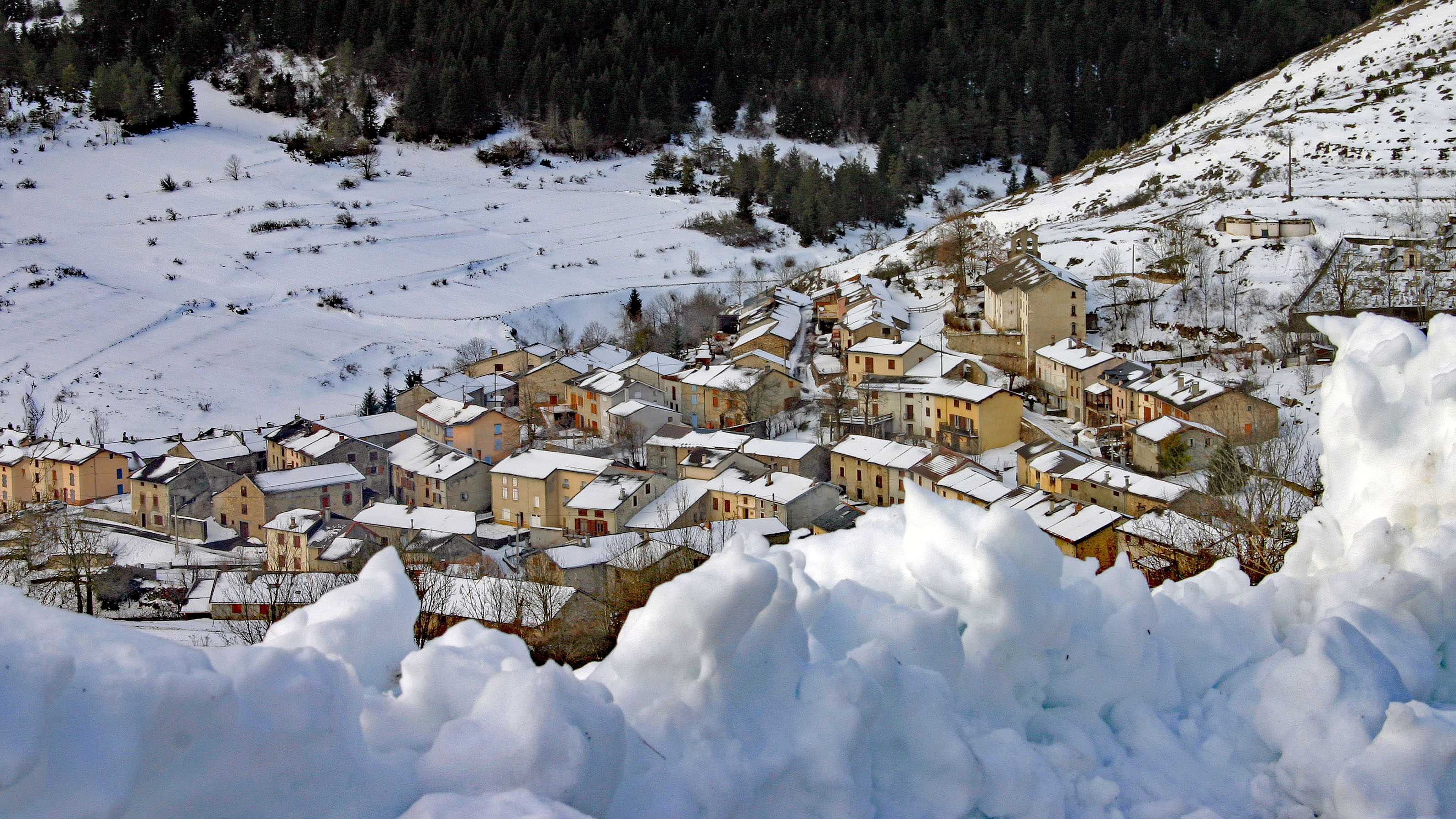
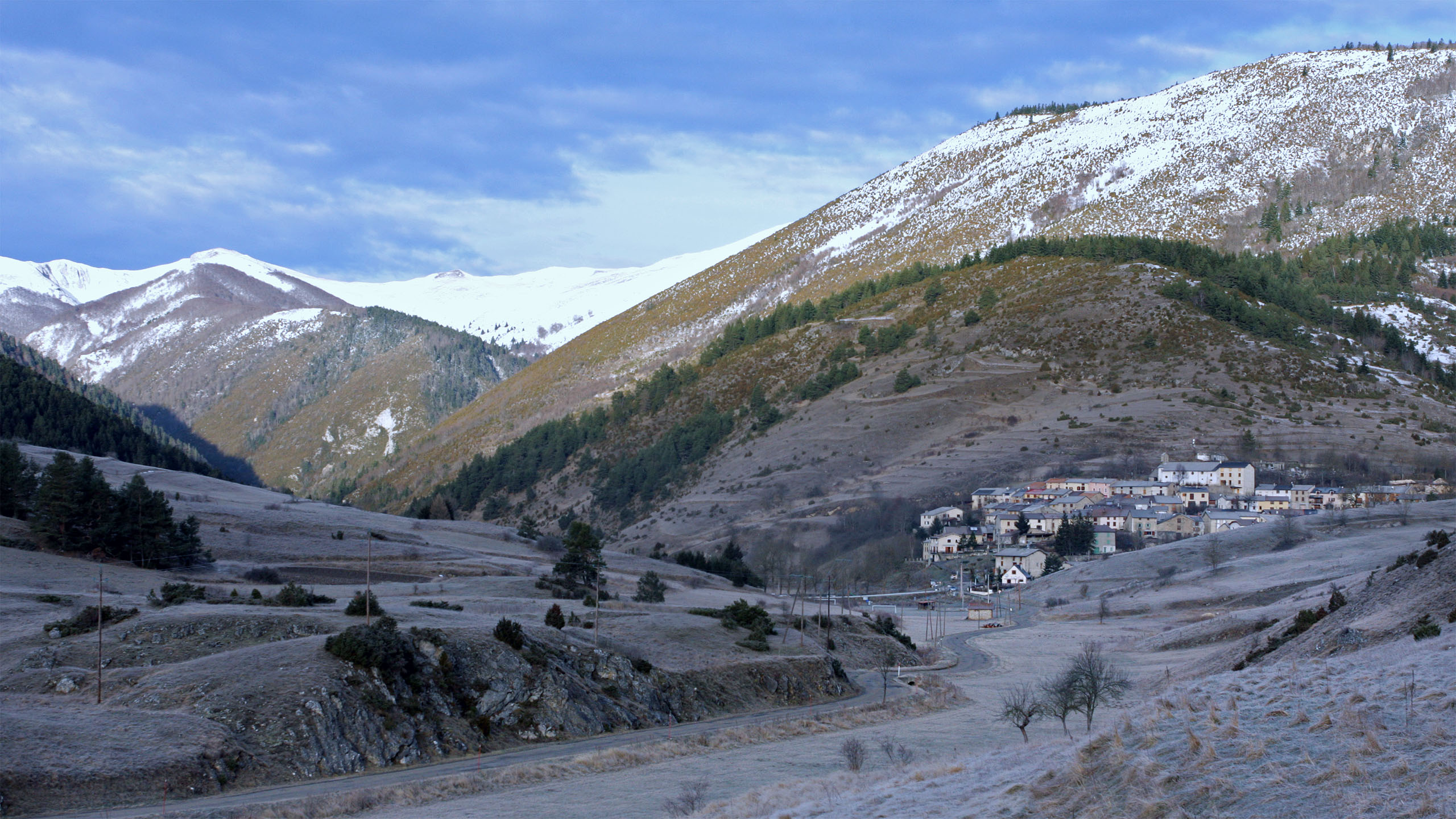
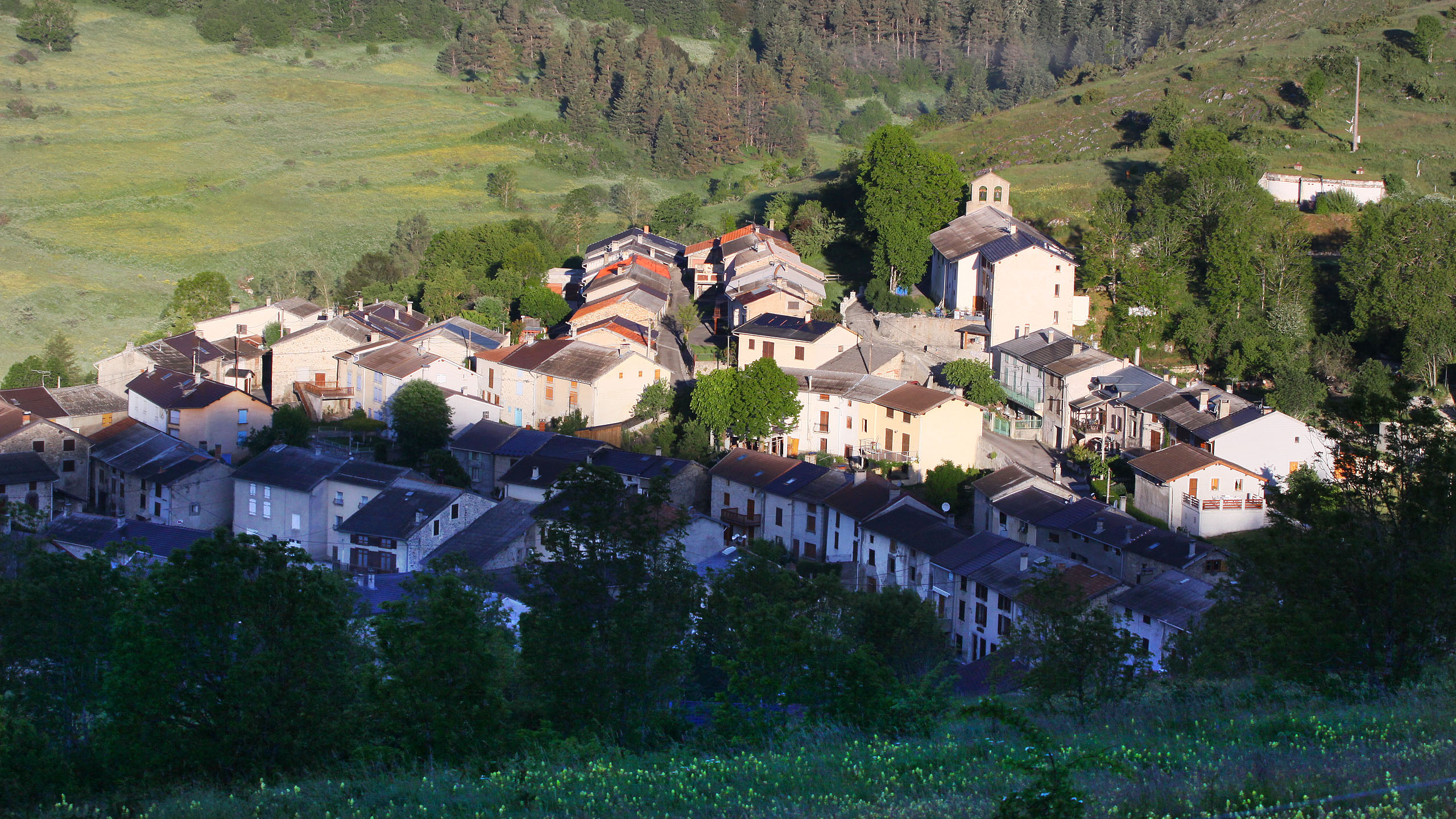
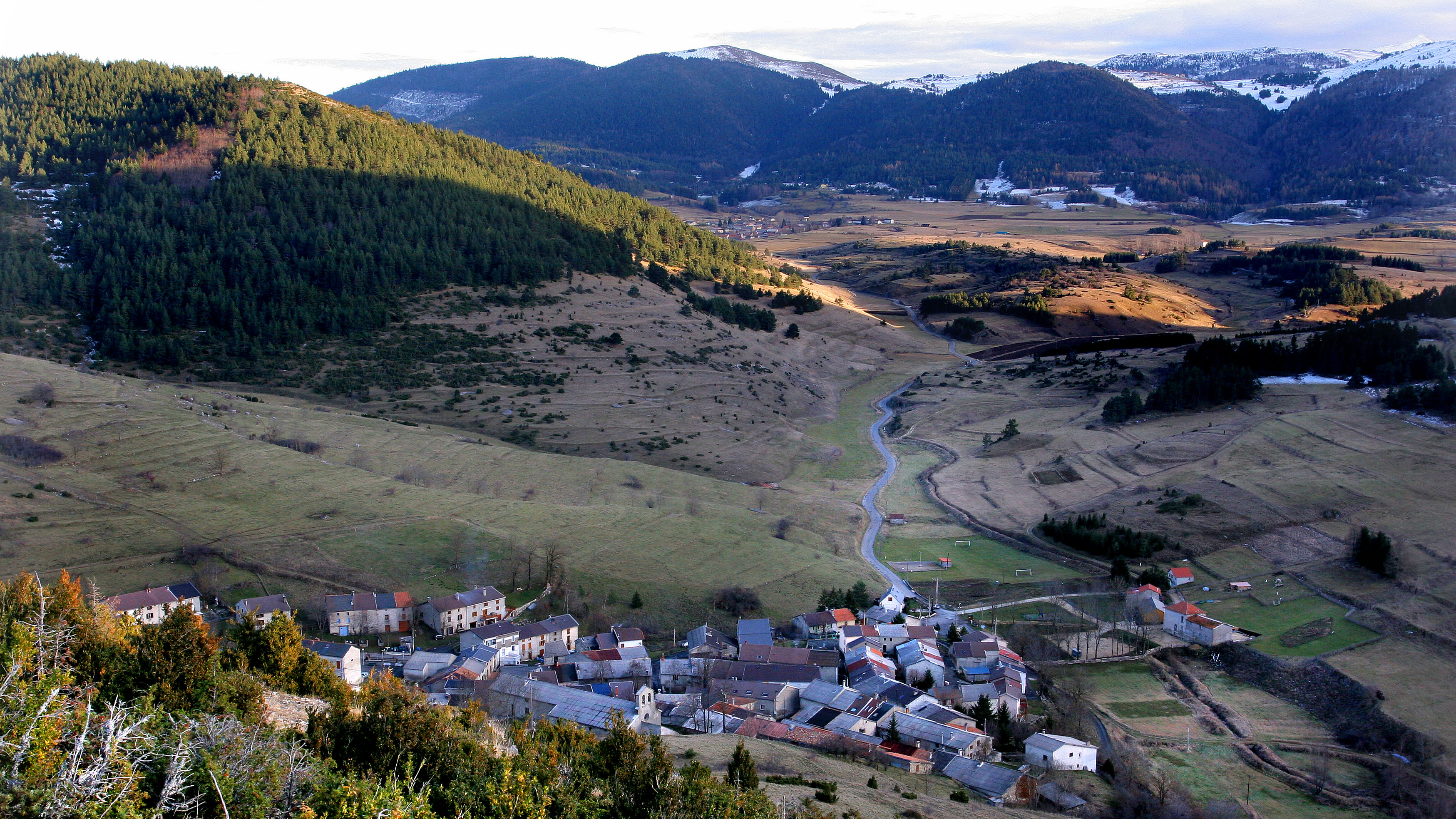
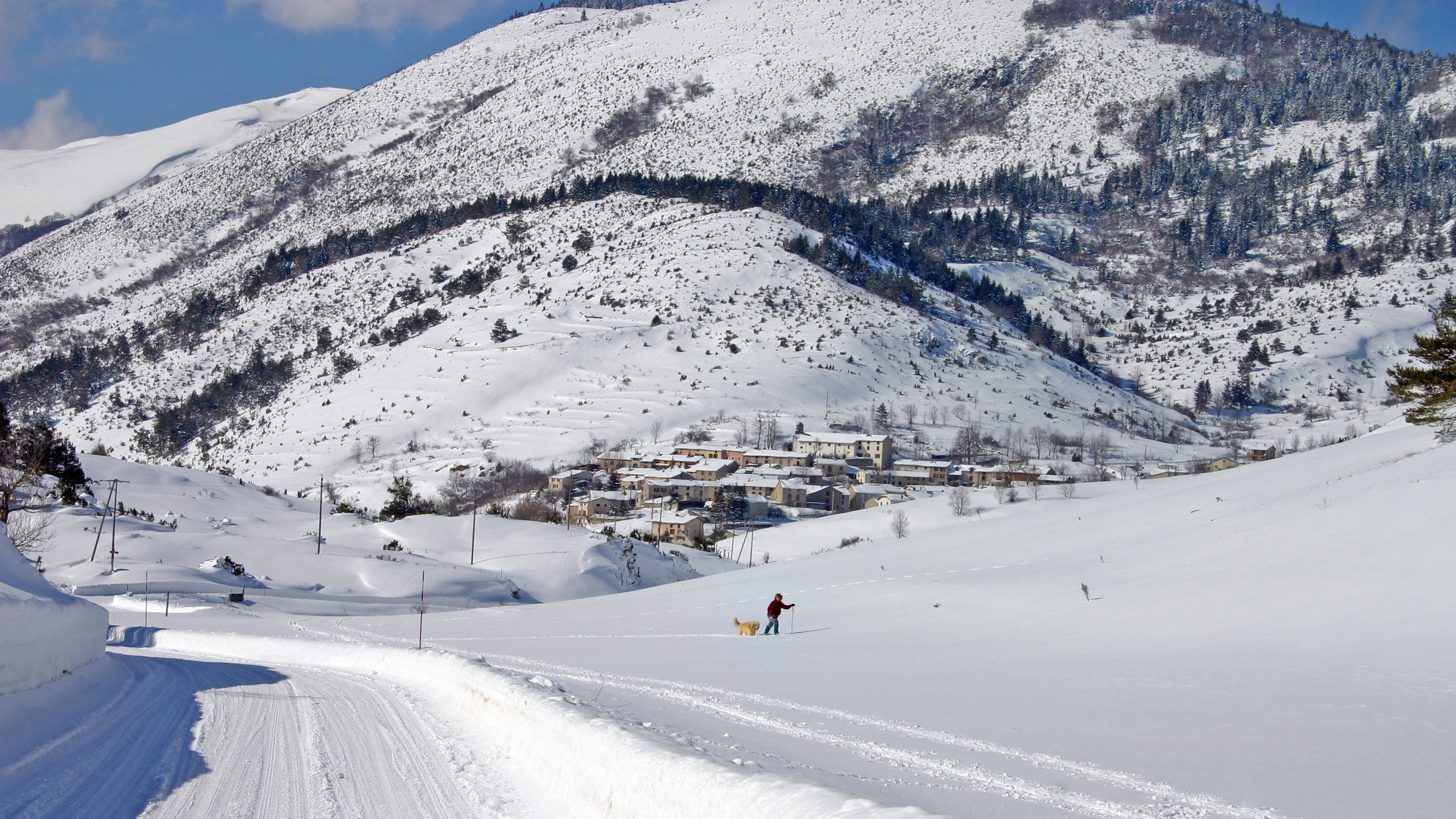
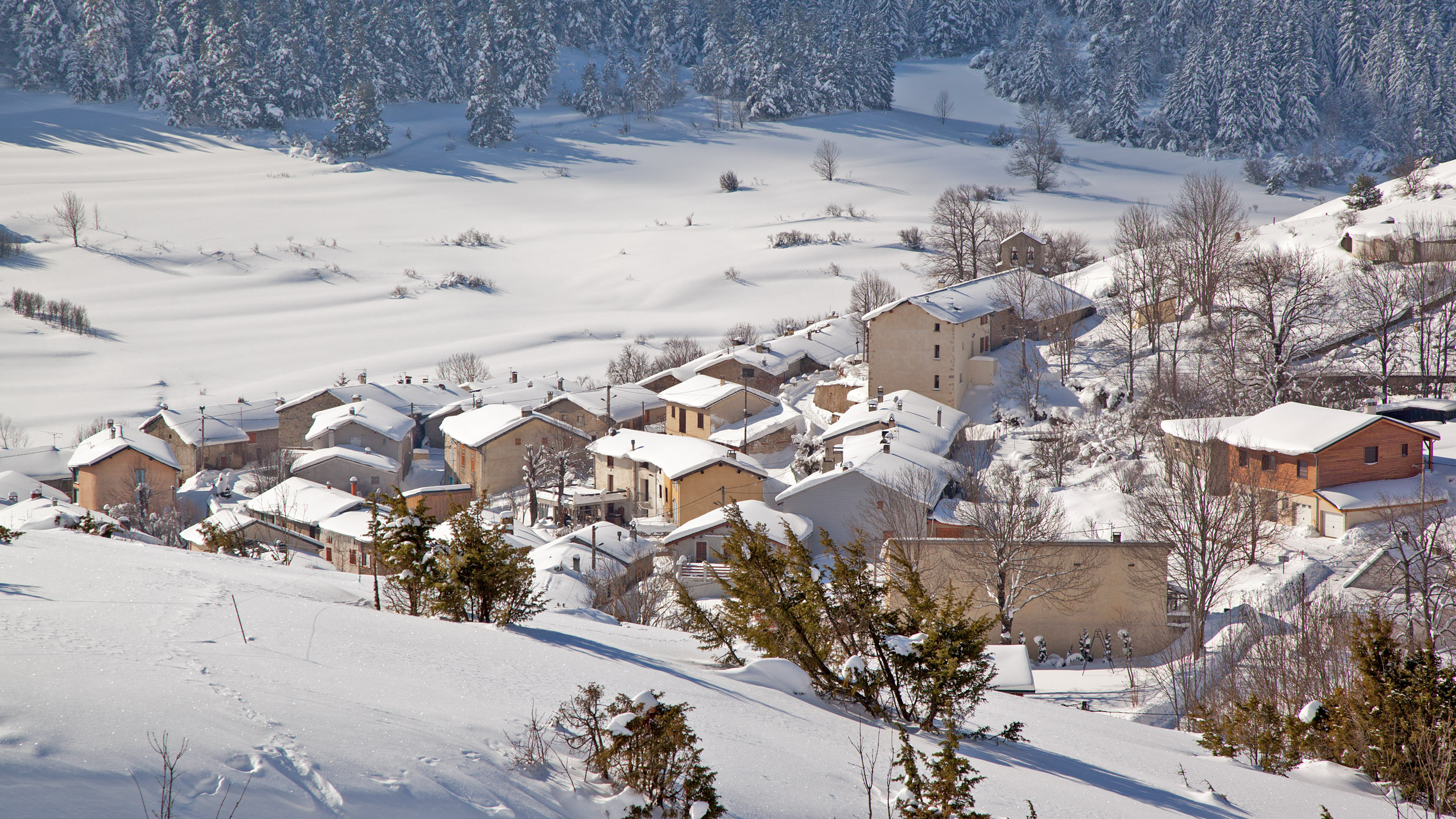
Le village sous la neige.
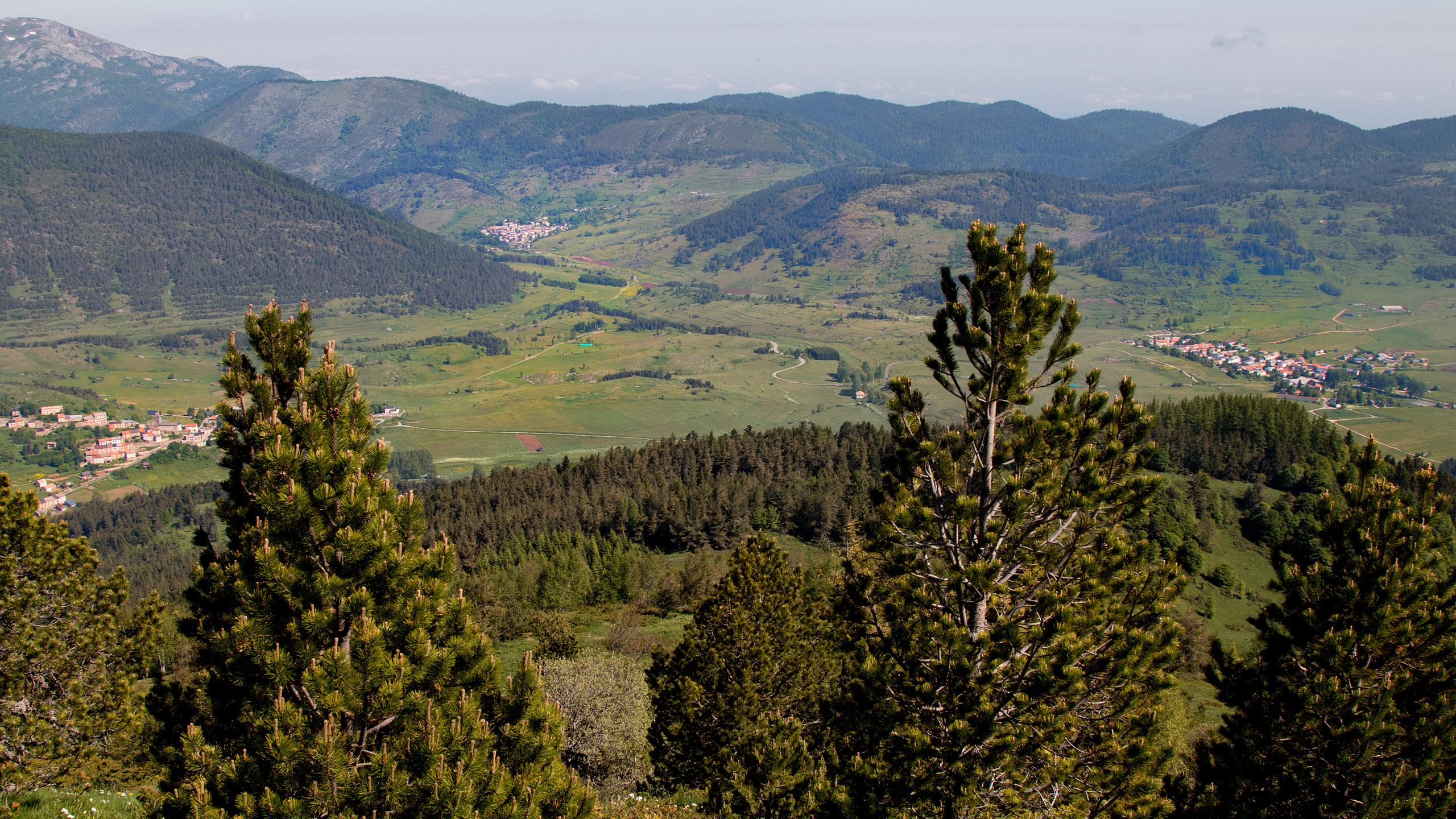
Montaillou Comus Camurac.

## Économie

### Emploi
| Division       | 2008   | 2013   | 2018   |
| -------------- | ------ | ------ | ------ |
| Commune        | 7,1 %  | 11,8 % | 7,1 %  |
| Département    | 10,2 % | 12,8 % | 12,6 % |
| France entière | 8,3 %  | 10 %   | 10 %   |

En 2018, la population âgée de 15 à 64 ans s'élève à 18 personnes, parmi lesquelles on compte 71,4 % d'actifs (64,3 % ayant un emploi et 7,1 % de chômeurs) et 28,6 % d'inactifs,. Depuis 2008, le taux de chômage communal (au sens du recensement) des 15-64 ans est inférieur à celui de la France et du département.
La commune est hors attraction des villes,. Elle compte 10 emplois en 2018, contre 8 en 2013 et 7 en 2008. Le nombre d'actifs ayant un emploi résidant dans la commune est de 11, soit un indicateur de concentration d'emploi de 91,2 % et un taux d'activité parmi les 15 ans ou plus de 32,3 %.
Sur ces 11 actifs de 15 ans ou plus ayant un emploi, 6 travaillent dans la commune, soit 56 % des habitants. Pour se rendre au travail, 66,7 % des habitants utilisent un véhicule personnel ou de fonction à quatre roues, 22,2 % s'y rendent en deux-roues, à vélo ou à pied et 11,1 % n'ont pas besoin de transport (travail au domicile).

### Activités hors agriculture
5 établissements sont implantés  à Comus au 31 décembre 2019. Le secteur des activités spécialisées, scientifiques et techniques et des activités de services administratifs et de soutien est prépondérant sur la commune puisqu'il représente 40 % du nombre total d'établissements de la commune (2 sur les 5 entreprises implantées  à Comus), contre 13,3 % au niveau départemental.

### Agriculture
|                                   | 1988 | 2000 | 2010 |
| --------------------------------- | ---- | ---- | ---- |
| Exploitations                     | 5    | 1    | 2    |
| Superficie agricole utilisée (ha) | 55   | 0    | 133  |

La commune fait partie de la petite région agricole dénommée « Pays de Sault ». En 2010, l'orientation technico-économique de l'agriculture  sur la commune est l'élevage de bovins pour la viande. Deux exploitations agricoles ayant leur siège dans la commune sont dénombrées lors du recensement agricole de 2010 (cinq en 1988). La superficie agricole utilisée est de 133 ha.

## Culture locale et patrimoine

### Lieux et monuments
- Église Saint-Nazaire de Comus.
- Sentier cathare.
- Les gorges de la Frau.
- La carrière de talc de Trimouns.
- Le pas de l’Ours (point de vue sur le château cathare de Montségur).
- Le col de la Gargante.
- Le plateau de Languerail.
- Les hameaux du Basqui et de l’Ourza.
- Le col de Lancise.
- Le Pla du Boum.

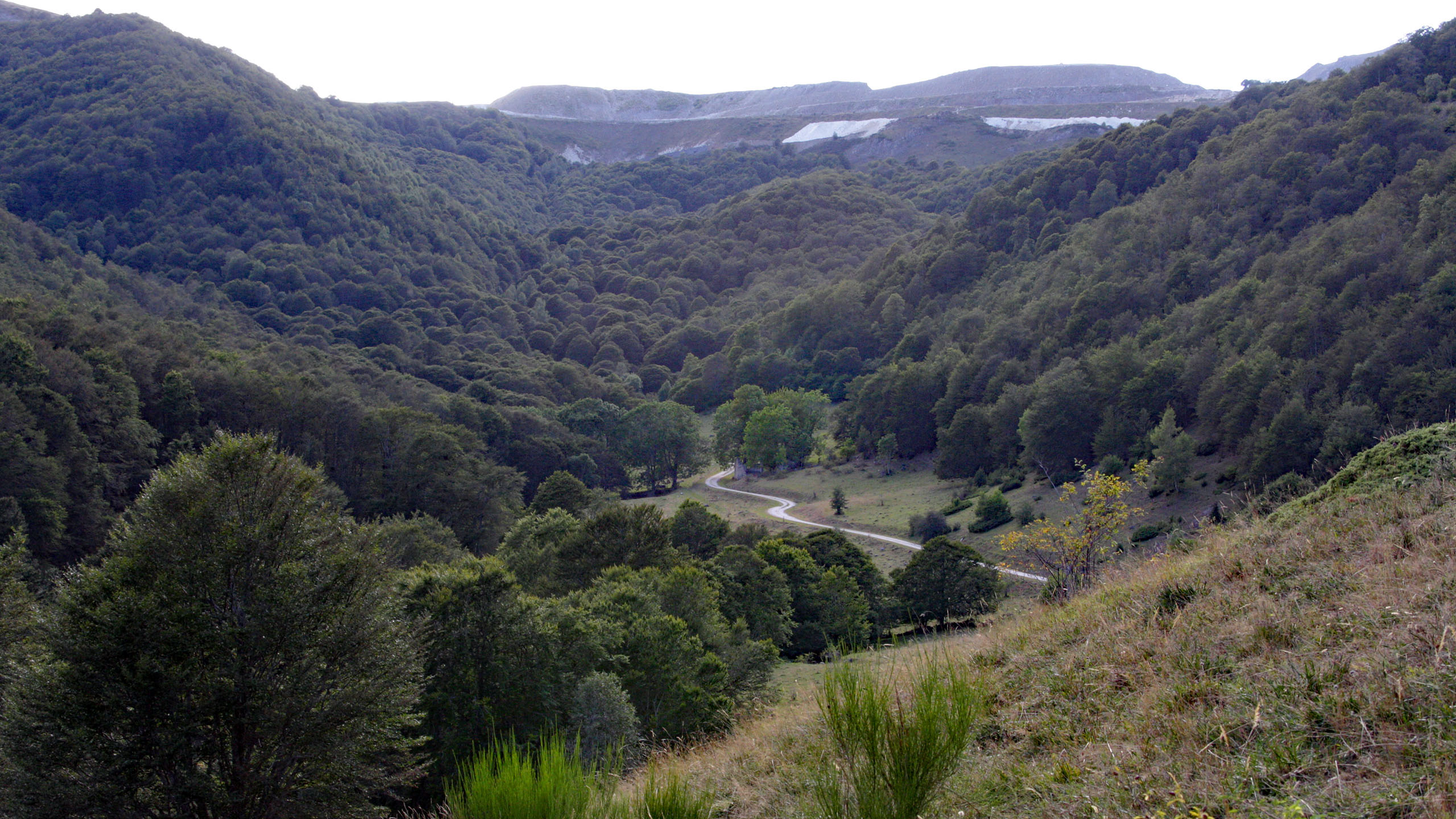
Vallée du Basqui, au pied de la carrière de Trimouns.
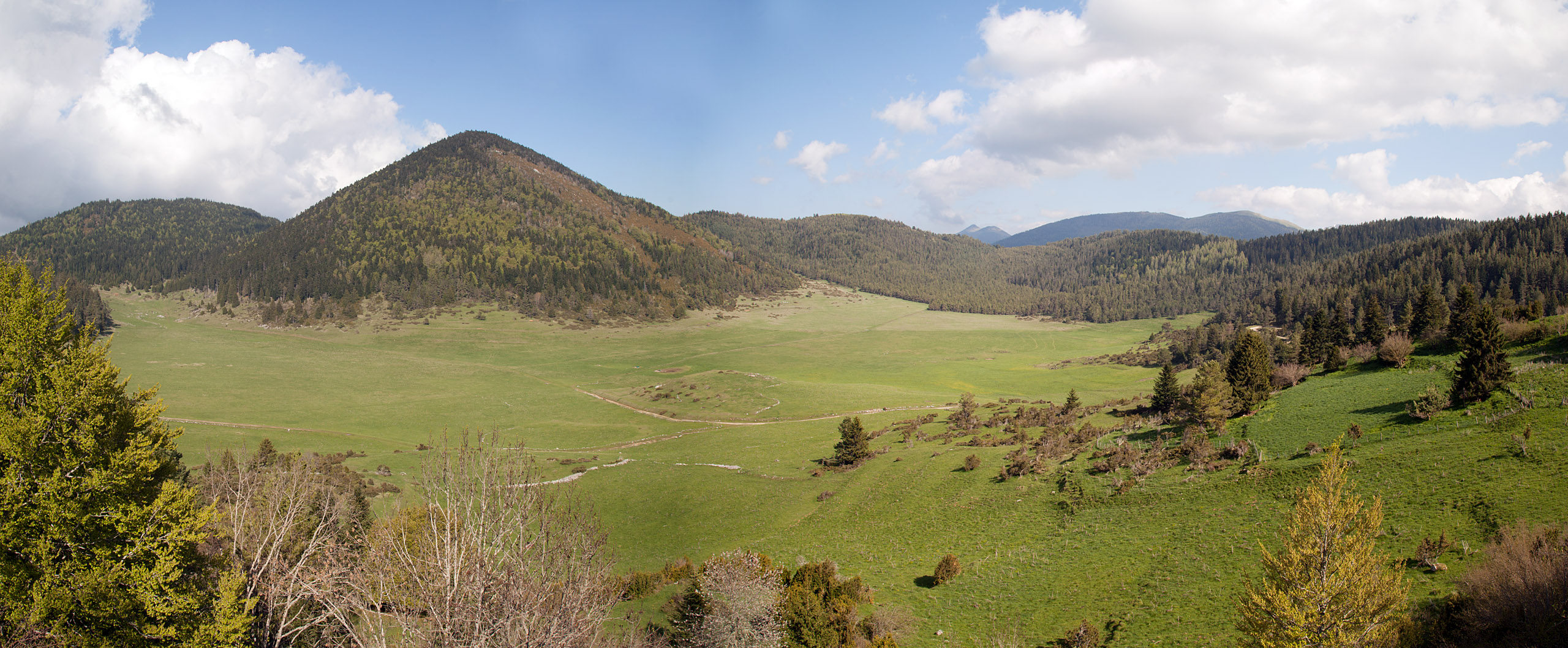
Le Pla du Boum.
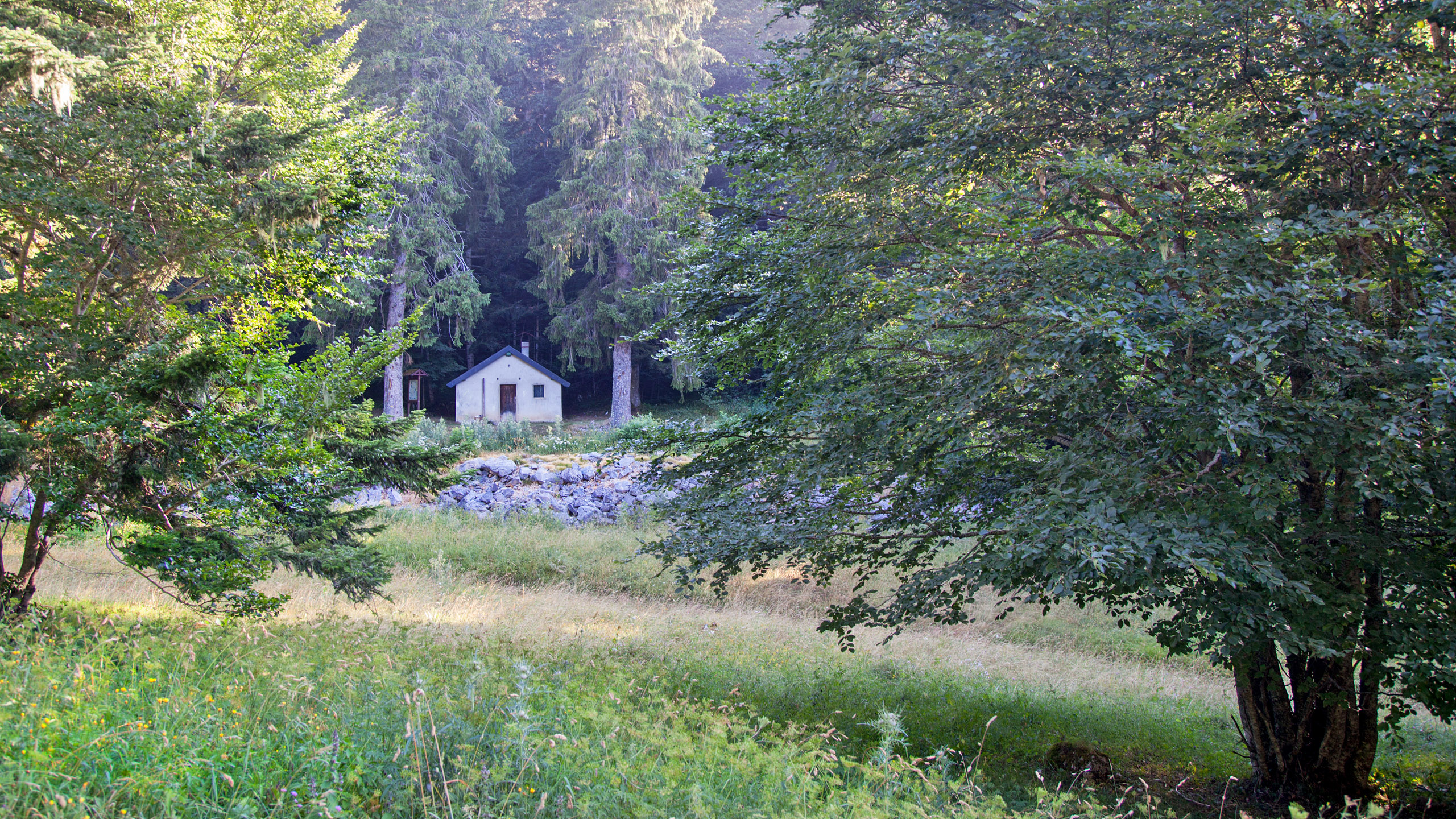
Cabane du col de la Gargante.
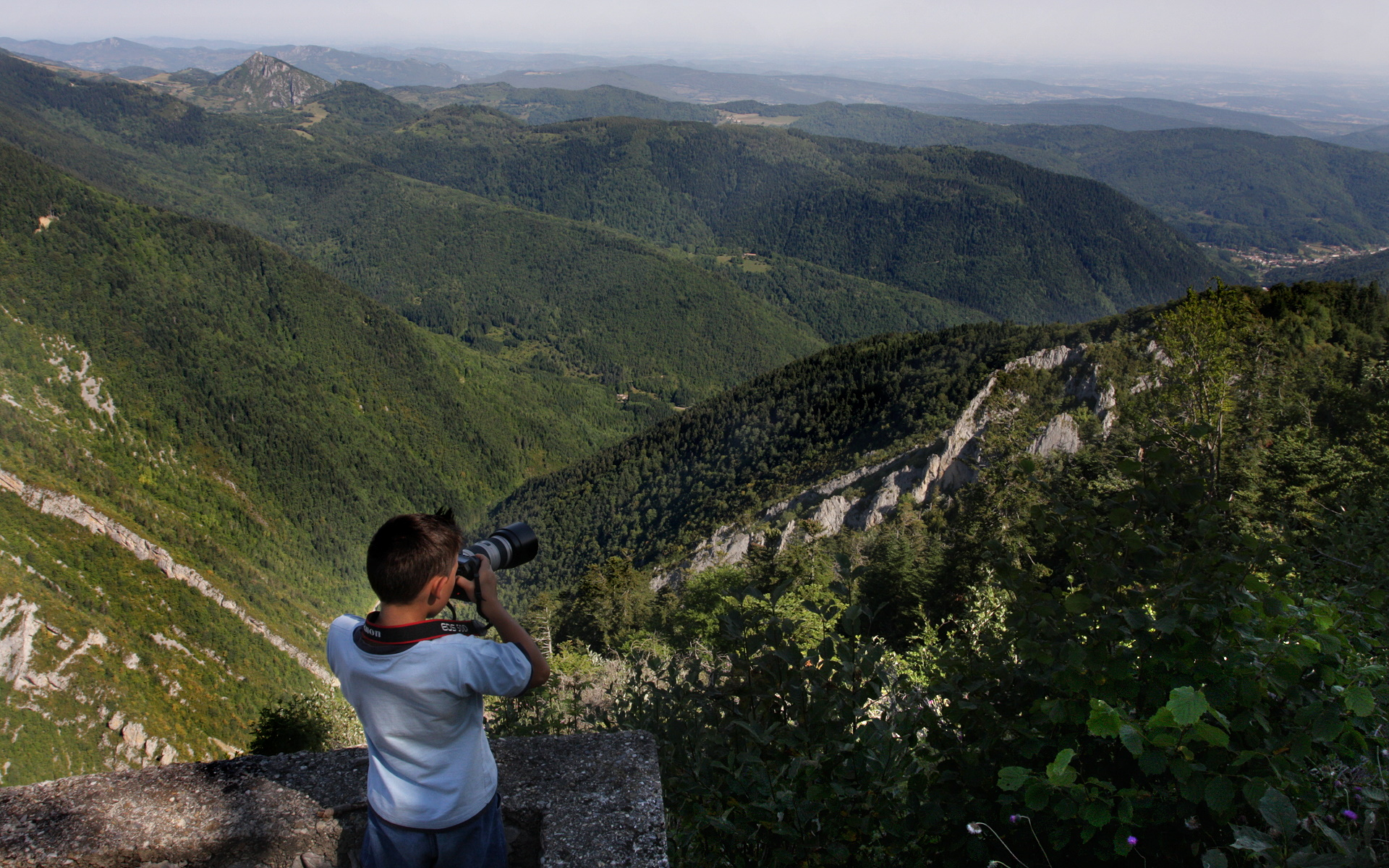
Point de vue du pas de l'Ours (au loin à gauche Montségur).
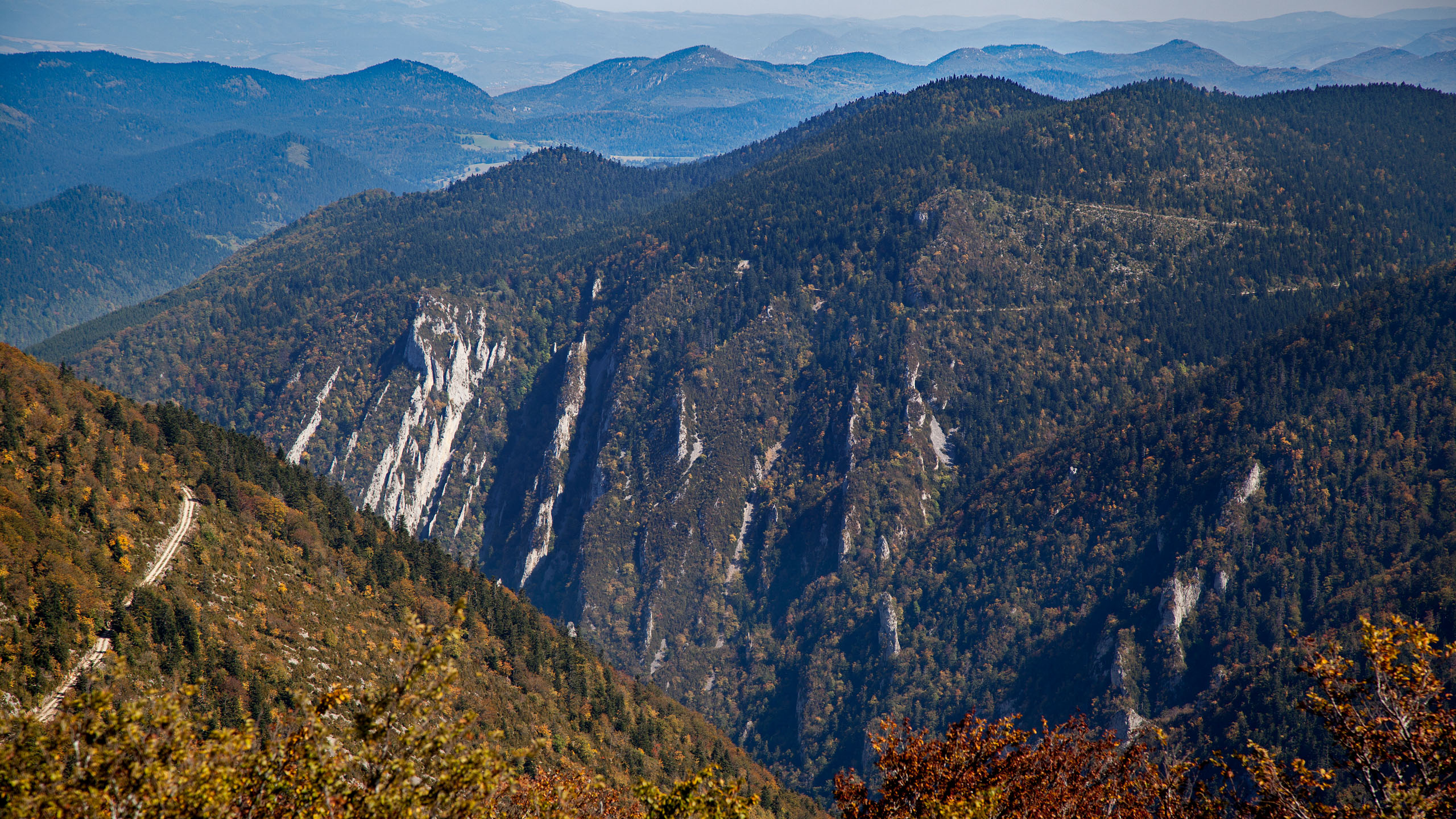
Gorges de la Frau depuis le Sarrat de Caudeval.
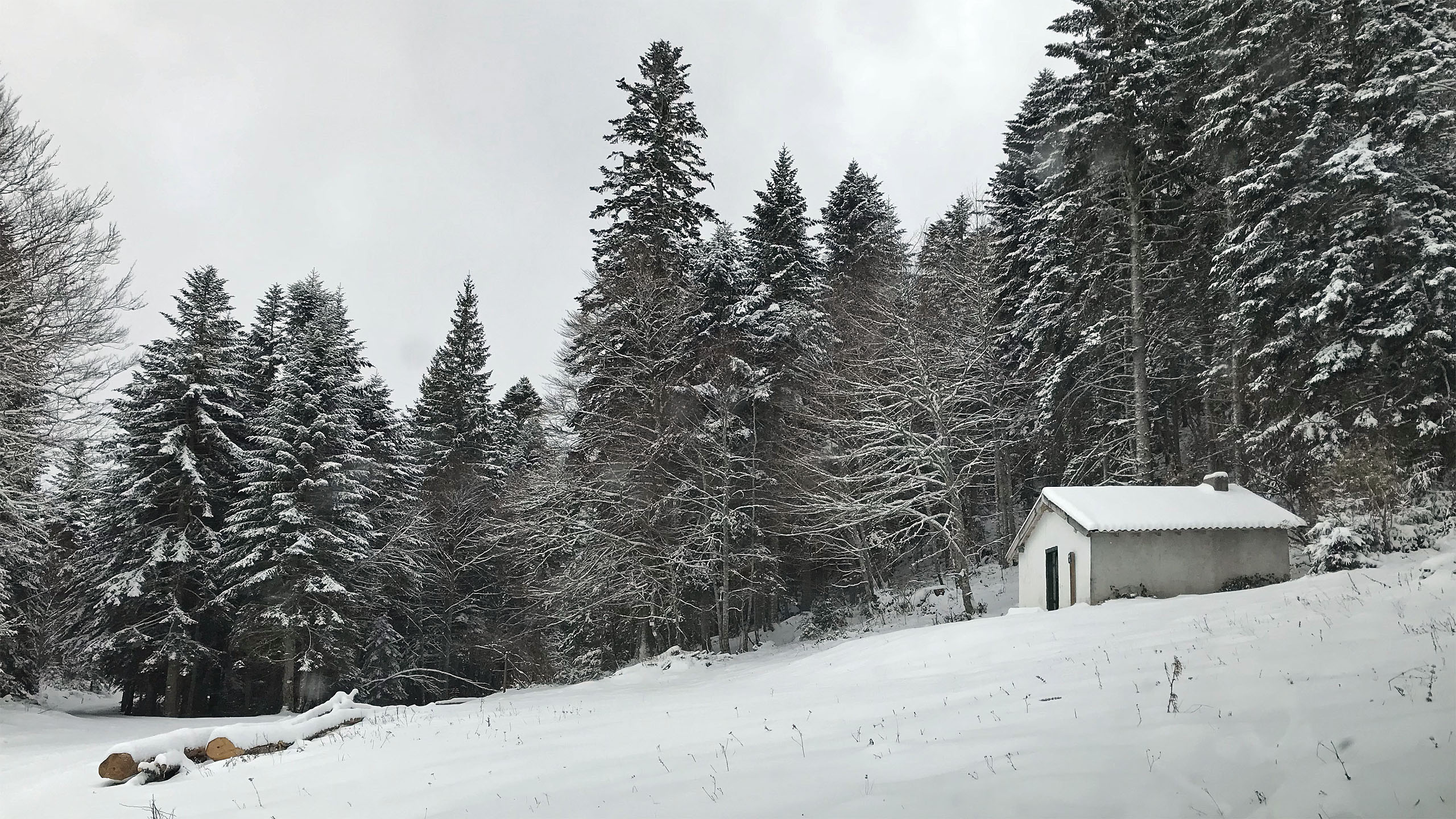
Cabane du col de Lancise.
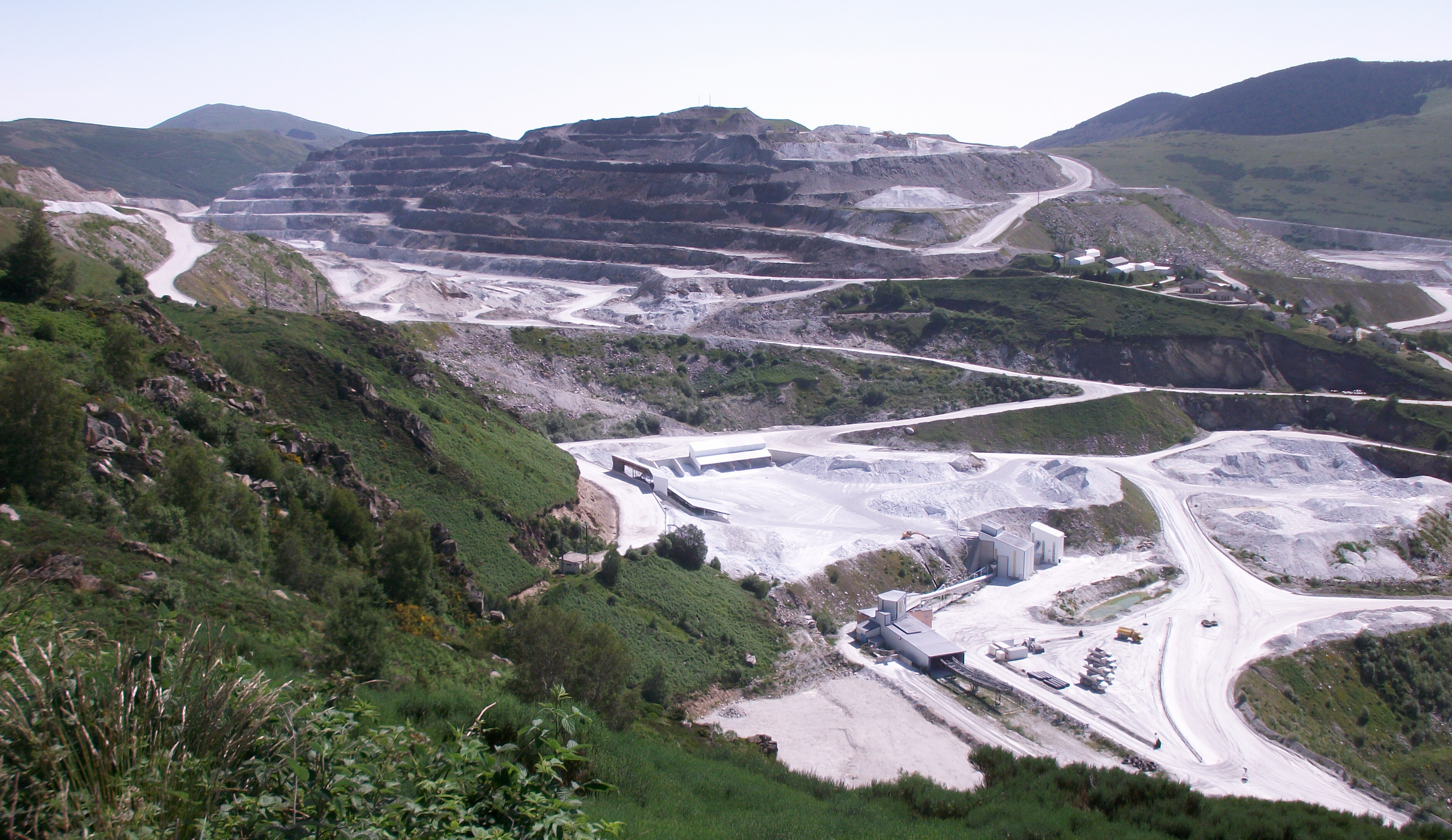
Carrière de talc de Trimouns.
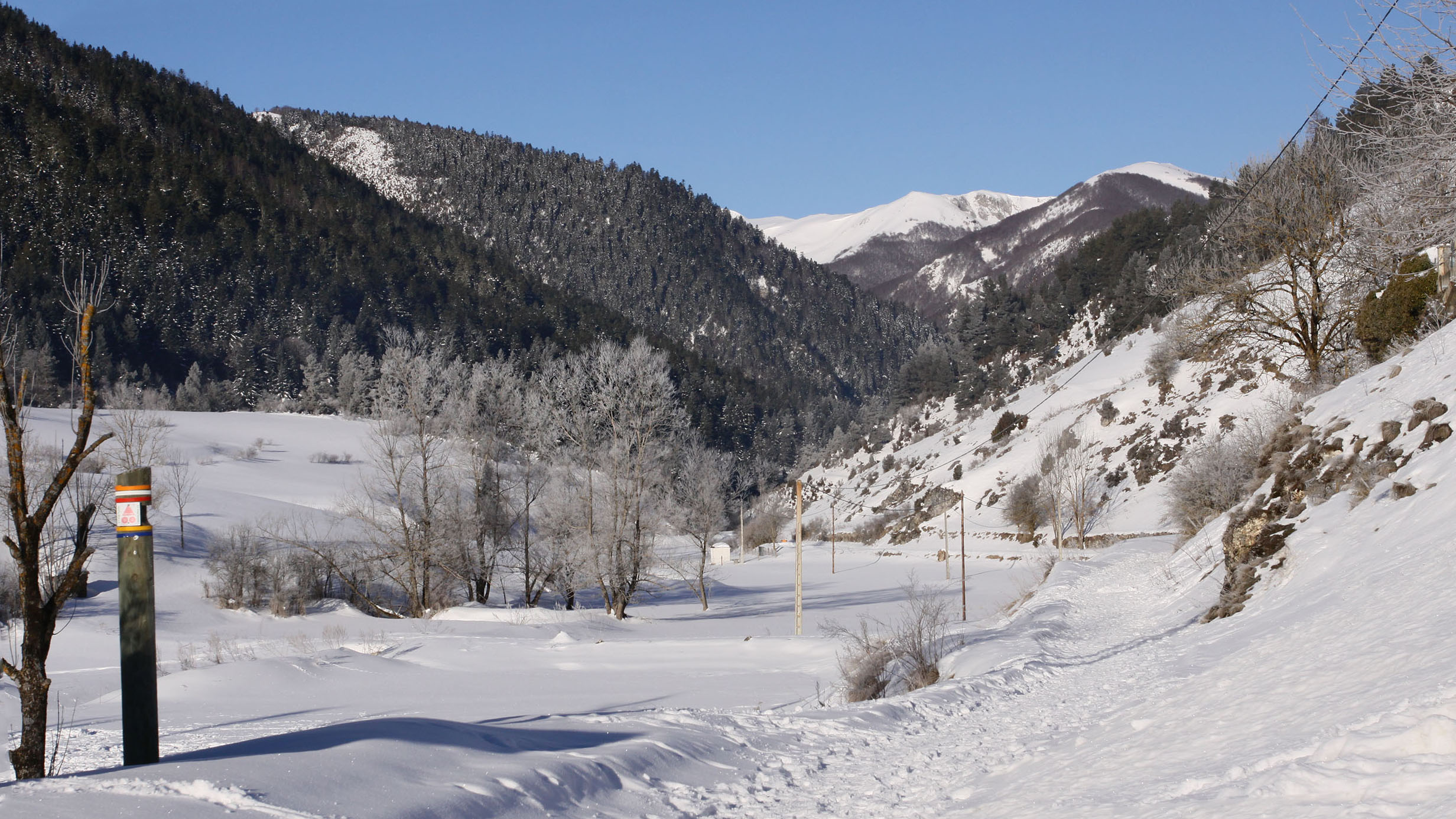
Le sentier cathare à Comus vers les gorges de la Frau.

### Personnalités liées à la commune
- Aimé Sarda, historien (1918-2016) :
Auteur de Ces noms de lieux qui nous parlent du passé, 2003 (31-Dremil-Lafage : Impr. Loubet). - 96 p. DLE-20031107-46364. - 944.87 (21)
Interventions sur Radio Montaillou Pyrénées, été 2005.

### Héraldique
| Comus | Son blasonnement est : D’or au pal comété de gueules. |